# Arne Lellki
Arne Lellki (ur. 6 grudnia 1920 w Kiaby, zm. 16 maja 1996 w Kristianstad) – szwedzki dyplomata i urzędnik konsularny.
Był zatrudniony w szwedzkiej służbie zagranicznej pełniąc m.in. funkcję konsula w Lubece (1942-1945), Gdańsku (1945), wicekonsula w Szczecinie (1948-1950), konsula w Gdańsku (1950-1954), w Ministerstwie Spraw Zagranicznych (1954-1957), w Rzymie (1957-1961), wicekonsula w Nowym Jorku (1961-1964), w MSZ (1964-1967), I sekretarza w Belgradzie (1967-1970), Tel Awiwie (1970-1974), zastępcy dyrektora w MSZ (1974-1977), ambasadora w Dhace (1977-1981) i Dżakarcie (1981–1986).
Był ekspertem Zgromadzenia Ogólnego ONZ (1972-1976 i 1983). Został pochowany 14 czerwca 1996 w Kristianstad.